# Yeferson Contreras
Yeferson Andrés Contreras Villamizar (Cúcuta, Norte de Santander, Colombia; 10 de agosto de 1999) es un futbolista colombiano. Juega de delantero en el Ferro Carril Oeste (Gral. Pico) del Torneo Federal A argentino.

## Clubes
| Club                            | País           | Año           |
| ------------------------------- | -------------- | ------------- |
| América de Cali                 | Colombia       | 2018-2021     |
| Orsomarso SC (A préstamo)       | Colombia       | 2019          |
| Indy Eleven (A préstamo)        | Estados Unidos | 2020          |
| HNK Šibenik (A préstamo)        | Croacia        | 2020-2021     |
| Cortuluá                        | Colombia       | 2021-2022     |
| Bogotá FC                       | Colombia       | 2022          |
| Ferro Carril Oeste (Gral. Pico) | Argentina      | 2024-presente |